# Raskošno perje
Raskošno perje (liatris, lat. Liatris) rod glavočika iz Sjeverne Amerike s tridesetak vrsta trajnica i nekoliko hibrida. Tipična vrsta je L. squarrosa (L.) Michx., koja je prvi puta opisana kao Serratula squarrosa L..

## Opis
Liatris je veliki rod široko rasprostranjen u istočnoj Sjevernoj Americi, u rasponu od sjeverozapadnog Meksika do Kanade. Lako ga je prepoznati po bazalnoj rozeti lišća, obično iz podzemne stabljike nalik na korijen, i obično spiciformne kapitulescencije. Razlikovanje pojedinačnih vrsta može biti teže i komplicirano je tendencijom međuvrsne hibridizacije.

## Vrste
1. Liatris acidota Engelm. & A.Gray
2. Liatris aestivalis G.L.Nesom & O´Kennon
3. Liatris aspera Michx.
4. Liatris bracteata Gaiser
5. Liatris bridgesii (Mayfield) G.L.Nesom
6. Liatris carizzana (Gaiser) G.L.Nesom
7. Liatris chapmanii Torr. & A.Gray
8. Liatris cokeri Pyne & Stucky
9. Liatris compacta (Torr. & A.Gray) Rydb.
10. Liatris cylindracea Michx.
11. Liatris cymosa (Nessel) K.Schum.
12. Liatris elegans (Walter) Michx.
13. Liatris elegantula (Greene) K.Schum.
14. Liatris garberi A.Gray
15. Liatris glandulosa G.L.Nesom & O´Kennon
16. Liatris gracilis Pursh
17. Liatris helleri (Porter) Porter
18. Liatris hesperelegans G.L.Nesom
19. Liatris hirsuta Rydb.
20. Liatris laevigata Nutt.
21. Liatris lancifolia (Greene) Kittel
22. Liatris ligulistylis (A.Nelson) K.Schum.
23. Liatris microcephala (Small) K.Schum.
24. Liatris ohlingerae (S.F.Blake) B.L.Rob.
25. Liatris oligocephala J.R.Allison
26. Liatris patens G.L.Nesom & Kral
27. Liatris pauciflora Pursh
28. Liatris pilosa (Aiton) Willd.
29. Liatris provincialis R.K.Godfrey
30. Liatris punctata Hook.
31. Liatris pycnostachya Michx.
32. Liatris quadriflora (Chapm.) E.L.Bridges & Orzell
33. Liatris scariosa (L.) Willd.
34. Liatris spicata (L.) Willd.
35. Liatris squarrosa (L.) Michx.
36. Liatris squarrulosa Michx.
37. Liatris tenuifolia Nutt.
38. Liatris tenuis Shinners
39. Liatris virgata Nutt.
40. Liatris ×boykinii Torr. & A.Gray
41. Liatris ×creditonensis Gaiser
42. Liatris ×fallacior (Lunell) Rydb.
43. Liatris ×freemaniana J.R.Allison
44. Liatris ×frostii Gaiser
45. Liatris ×gladewitzii (Farw.) Farw.
46. Liatris ×johnsonii Matt White
47. Liatris ×macdanieliana J.R.Allison
48. Liatris ×orzellii G.L.Nesom
49. Liatris ×ridgwayi Standl.
50. Liatris ×spheroidea Michx.
51. Liatris ×steelei Gaiser
52. Liatris ×weaveri Shinners